# Niitakacris goganzanensis
Niitakacris goganzanensis är en insektsart som beskrevs av Tinkham 1936. Niitakacris goganzanensis ingår i släktet Niitakacris och familjen gräshoppor. Inga underarter finns listade i Catalogue of Life.